# اهانت‌ها به سید روح‌الله خمینی
موضوع اهانت به سید روح‌الله خمینی — بنیان‌گذار جمهوری اسلامی — به عنوان یک شخصیت حقوقی و حقیقی چندین بار در ایران جنجال برانگیخته است. قانون مجازات اسلامی ایران اهانت به وی را جرم تلقی کرده و مستوجب شش ماه تا دو سال حبس دانسته است.

## ۱۷ دی ۱۳۵۶

مقالهٔ ایران و استعمار سرخ و سیاه در صفحهٔ ۷ روزنامهٔ اطلاعات در بخش «نظرها و اندیشه‌ها»

مهم‌ترین نمونه مقاله «ایران و استعمار سرخ و سیاه» بود که در ۱۷ دی ۱۳۵۶ با امضای احمد رشیدی مطلق در روزنامه اطلاعات منتشر شد. نویسنده در این مقاله به‌شدت به اقدامات و شخصیت خمینی به ویژه مخالفت او با اصلاحات ارضی سال ۱۳۴۱ معترض شده بود. این مقاله به طرز غیرمنتظره‌ای روند اعتراضات مخالفان حکومت پهلوی را شدت بخشید. اعتراضاتی که ۱۳ ماه بعد به سقوط حکومت پهلوی انجامید.
همچنین در ماه‌های اول پس از پیروزی انقلاب در جریان تظاهرات خیابانی گروه‌های سیاسی مختلف گاه شعارهایی علیه خمینی داده می‌شد یا تصاویر وی نابود می‌شد و این موضوع خشم طرفداران وی را برمی‌انگیخت. خمینی در آن هنگام چندین بار از حامیان خود خواست به این مسائل توجه نکنند. از جمله در ۱۵ آذر ۱۳۵۸ گفت: «... حرام است تعرض کردن به کسی که به من سب کند، به من فحش بدهد، عکس مرا پاره کند، مرا بزند، هر کاری بکند…»

## ۱۷ آذر ۱۳۵۷
در همان زمان محمد رضا پهلوی مجوز فعالیت مذهبی سید روح‌الله خمینی در قم را صادر کرد که منوط به مجوز صادر شده در انقلاب ۵۷ شاه بار دیگر مجوز ورود خمینی را در همین راستا امضا کرد و توسط دولت فرانسه مورد تأیید رسمی قرار گرفت و با همکاری دولت فرانسه خمینی در سال ۱۳۵۷ وارد ایران شد.
بازگشت وی به ایران منجر به واکنش‌های سیاسی شد و در پی این اقدام دولت اسلامی با همبستگی مردم ایران شکل گرفت و بنیان‌گذار انقلاب سید روح‌الله خمینی در ۵ بهمن ۱۳۵۷ وارد ایران شود ولی دولت شاپور بختیار فرودگاه‌ها را بسته اعلام کرد. بسته شدن فرودگاه‌ها به پردامنه شدن اعتراضات و اعتصابات انجامید. خمینی در پاریس اعلام کرد که به محض باز شدن فرودگاه‌ها به کشور بازخواهد گشت و مردم را به ادامه اعتراضات دعوت کرد. در ۹ بهمن ۱۳۵۷ به فرمان بختیار فرودگاه مهرآباد بازگشایی شد.
بازگشت سید روح‌الله خمینی به ایران واقعه‌ای در جریان انقلاب ۱۳۵۷ ایران است که طی آن در ۱۲ بهمن سال ۱۳۵۷ خمینی پس از ۱۵ سال تبعید به ایران بازگشت و در تهران مورد استقبال حدود سه میلیون ایرانی قرار گرفت. این روز در تقویم رسمی ایران با عنوان آغازین روز دهه فجر، مشخص شده است.[۱][۲]
همه ساله مصادف با این روز مراسم ویژه‌ای در سراسر ایران با حضور مقامات کشوری و لشکری برگزار می‌شود و زنگ انقلاب در مدارس نواخته می‌شود و سوت کشتی‌ها، قطارها و ناقوس کلیساها در ساعت ۹ بامداد این روز به صدا درمی‌آید.
اما در سال ۱۳۹۰ نیروی هوایی ارتش در فرودگاه مهرآباد صحنه ورود و پیاده شدن خمینی را با استفاده از ماکت مقوایی وی بازسازی کرد[۵] و این مراسم با ادای کامل تشریفات نظامی انجام شد. همچنین حمیدرضا حاجی‌بابایی وزیر آموزش و پرورش و عده‌ای دیگر در مراسمی تحت عنوان گلبانگ انقلاب در مدرسه رفاه شرکت کردند که در این مراسم نیز ماکت مقوایی خمینی دیده می‌شد.[۶]
استفاده از ماکت مقوایی در مراسم دهه فجر این سال باعث گردید عکس‌های منتشر شده از مراسم مذکور مورد توجه ویژه رسانه‌های بین‌المللی و کاربران شبکه‌های اجتماعی از جمله فیس‌بوک قرار گیرد.[۷]

## ۲۲ دی ۱۳۸۱
مثالی دیگر در در ۲۲ دی ۱۳۸۱ روی داد. روزنامه حیات نو کاریکاتوری تاریخی مربوط به سال ۱۹۳۷ را چاپ کرد که دربارهٔ منازعات میان روزولت رئیس‌جمهوری آمریکا و دیوان عالی این کشور بود. شباهت تصویر رئیس دیوان عالی آمریکا با خمینی بحرانی در کشور بر پا کرد و موجب شد تا روزنامه حیات نو توقیف شده، علیرضا اشراقی سردبیر و هادی خامنه‌ای مدیرمسئول روزنامه در دادگاه ویژه روحانیت محاکمه شوند، چند تن از اعضای تحریریه این روزنامه بازداشت شده و اشراقی ۵۳ روز را در سلول انفرادی بازداشتگاه ۲۰۹ به‌سر بردند.

## ۱۶ آذر ۱۳۸۸
در ۱۶ آذر ۱۳۸۸ تصویر پاره شده‌ای از خمینی در بخش خبری بیست و سی شبکهٔ دوم سیمای جمهوری اسلامی پخش شد. این موضوع واکنش‌های مختلفی را در میان رسانه‌ها و فعالان سیاسی و مذهبی ایران برانگیخت. در حالی که طرفداران حکومت معتقد بودند حامیان جنبش سبز به خمینی اهانت کرده‌اند، طرفداران جنبش سبز احتمال ساختگی بودن این تصویر را مطرح کردند. پس از نماز جمعهٔ ۲۰ آذر در شهرهای مختلف تظاهرات وسیعی علیه این اقدام برگزار شد. همچنین حوزه علمیه قم، مشهد، یزد و سایر استانها در اعتراض به این اقدام مخالفان به مدت ۲ ساعت برنامه کلاسهای آموزشی خود در روز شنبه مورخ ۲۱ آذر تعطیل کردند.
در روزهای هفته بعد نیز تحصن‌ها و اعتراضات مردمی به این عمل در شهرها و دانشگاه‌های مختلف ادامه داشت. معترضان خواستار برخورد دستگاه قضایی با عاملان این اهانت بودند. علی لاریجانی در اظهاراتش در صحن مجلس این اهانت را مشابه اهانتی دانست که در ۱۹ دی ۱۳۵۶ و در زمان حکومت پهلوی به خمینی شده بود.
این اقدام همچنین با واکنش و محکومیت سید علی خامنه‌ای و هاشمی رفسنجانی مواجه شد. محمد خاتمی نیز تلویحاً هواداران دولت را به «حرمت شکنی» علیه بنیانگذار جمهوری اسلامی، به قصد متهم کردن مخالفان دولت و بهانه تراشی برای برخورد شدیدتر با آن‌ها متهم کرد.

در شرایطی که خمینی طی سخنانی در سالهای اول انقلاب از هوادارانش خواسته بود در صورت توهین و پاره کردن عکسش واکنشی نشان ندهند، روحانیون به‌طور سازمان یافته اجتماع کرده و به توهین و تهدید جنبش سبز و رهبرانش پرداختند. جعفر شجونی، عضو جامعه روحانیت مبارز در سخنانی گفت :
کسانی که گوشه نشسته و بیانیه صادر می‌کنند احمق و بی‌شعور هستند. … به دشمنان جنایتکار این انقلاب می‌گویم اگر آقا لب تر کند خرخره این آقایان را می‌جویم.
وبگاه‌های مخالف دولت به نقل از روزنامه مردم‌سالاری، این تصاویر را جعلی دانسته و هم‌ردیف با فیلمی می‌دانند که در جریان انتخابات ریاست جمهوری ۱۳۷۶ علیه شعائر اسلامی در عصر عاشورا تهیه و به‌نام هواداران خاتمی پخش شد.

### واکنش‌های دیگر

#### حوزه علمیه
حوزه‌های علمیه در ایران در اعتراض به پاره نمودن عکس خمینی کلاس‌های درس را تعطیل نمودند. همچنین شهرهای مختلفی اعم از قم، مشهد، شیراز، تهران، آبادان، خرمشهر و … شاهد اعتراض طلاب به این حادثه بودند.

#### مؤسسه تنظیم و نشر آثار امام خمینی
حمید انصاری قائم مقام مؤسسه تنظیم و نشر آثار امام خمینی در نامه‌ای به عزت‌الله ضرغامی پخش تصاویر پاره نمودن عکس خمینی را مورد انتقاد قرار داد و خواستار دقت بیشتر این سازمان شد. او پخش این تصاویر را حرمت شکنی نسبت به خمینی (رهبر سابق ایران) دانست.

#### میرحسین موسوی
میرحسین موسوی از نامزدهای معترض به انتخابات در واکنش به این حادثه و در سؤال خبرنگار روزنامه جمهوری اسلامی ضمن تکذیب این اقدام توسط طرفداران خود و دانشجویان گفت: «اطمینان دارم که دانشجویان هرگز دست به چنین ساختارشکنی‌هایی نمی‌زنند زیرا همه می‌دانیم که دانشجویان به امام عشق می‌ورزند و حاضرند برای آرمان‌های امام جان فشانی کنند.»

#### مهدی کروبی
مهدی کروبی پس از این واقعه در نامه‌ای که به عزت‌الله ضرغامی نوشت نسبت به پخش این تصاویر از صدا و سیما اعتراض نمود. او این تصاویر را قلب واقعیت و همراه با مونتاژ دانسته است.

#### عزّت‌الله ضرغامی
عزّت‌الله ضرغامی در پاسخ به نامه کروبی، ضمن ابراز تاسف از وقوع این واقعه، از اقدام صدا و سیما در پخش این تصاویر حمایت کرده و این اقدام را موجب شناخت مردم از جریان مرموزی که در پشت برخی جریان‌ها و حوادث پنهان شده و همه آرمان‌های ملت مسلمان را هدف گرفته می‌داند. وی همچنین از کروبی به دلیل انتقاد نکردن مشابه از جنبش سبز در ارسال این تصاویر به شبکه‌های ماهواره‌ای مخالف حکومت، انتقاد کرد.

#### سید علی خامنه‌ای
علی خامنه‌ای در سخنرانی روز ۲۲ آذر ضمن انتقاد شدید نسبت به اهانت به خمینی خواستار آرامش مردم شد. او اعلام کرد که مردم حق دارند ناراحت شوند، ولی باید آرامش خود را حفظ کنند.

#### محمد خاتمی
محمد خاتمی رئیس‌جمهور سابق ایران در سخنانی از مسئولان خواست تا سید روح‌الله خمینی و انقلاب را وجه‌المصالحه قرار ندهند. او اعلام کرد که اکثریت جامعه خمینی و انقلاب را قبول دارند و خواهان اجرای کامل قانون اساسی هستند.

#### اکبر هاشمی رفسنجانی
هاشمی رفسنجانی در روز ۲۲ آذر با انتشار بیانیه‌ای اهانت به تصاویر خمینی و خامنه‌ای را محکوم کرد.

#### اسدالله بیات زنجانی
اسدالله بیات زنجانی با محکوم نمودن اهانت به عکس روح‌الله خمینی این حرکت را مشکوک دانست و اقدام صدا و سیما را در نحوه خبررسانی و پر و بال دادن به این اهانت و جریحه‌دار نمودن احساسات مردم شایسته محکومیت بیشتر دانست.

### بازداشت متهمان
عباس جعفری دولت‌آبادی دادستان عمومی و انقلاب تهران در روز ۲۳ آذر اعلام کرد که اهانت کنندگان به عکس خمینی و خامنه‌ای بازداشت شدند و ضابطان قضایی در حال تکمیل پرونده آن‌ها و ارسال آن به دادگاه هستند. او اعلام کرده است اتهام بازداشت شدگان محرز است و خود نیز به این اتهام اقرار نموده‌اند.

### درخواست مجوز برای راهپیمایی جنبش سبز
مهدی کروبی و میرحسین موسوی به صورت مشترک تصمیم گرفتند که برای راهپیمایی در اعتراض به پاره شدن تصویر خمینی درخواست مجوز کنند.
مجمع روحانیون مبارز نیز در بیانیه‌ای که صادر کردند درخواست برگزاری تظاهرات نمودند.
نصرالله ترابی عضو فراکسیون خط امام مجلس شورای اسلامی نیز در اعتراض به این حادثه درخواست مجوز راهپیمایی نمود.

### تظاهرات ۲۷ آذر ۱۳۸۸
در ۲۷ آذر ۱۳۸۸ به دعوت شورای هماهنگی تبلیغات اسلامی و سپاه محمد رسول‌الله تهران بزرگ، مقررشد تظاهرات اعتراضی بعد از نماز جمعه به دلیل اهانت به سید روح‌الله خمینی در شهرهای مختلف کشور برگزار شود.
بر همین اساس مردم تهران بعد از پایان نماز جمعه راهپیمایی خود را در اعتراض به اهانت به تصویر خمینی از جلوی در اصلی دانشگاه تهران آغاز کردند. آنان درحالی‌که تصاویر و پلاکاردهایی از خمینی و خامنه‌ای در دست داشتند، شعارهایی نظیر: «ما تا آخر با ولایتیم»، «ای رهبر آزاده آماده‌ایم آماده» «امام خمینی حقیقت همیشه زنده است»، «مرگ بر ضد ولایت فقیه»، «خمینی خمینی راهت ادامه دارد»، «استقلال آزادی جمهوری اسلامی» و «خامنه‌ای خمینی دیگر است ولایتش ولایت حیدر است» و «موسوی موسوی این آخرین پیام است» را سر دادند. بر اساس گزارش ایسنا این راهپیمایی با سخنرانی رحیمیان نماینده ولی فقیه در بنیاد شهید و قرائت قطعنامه ۵ بندی پایان یافت.
در سایر مراکز استانها و شهرستان‌های تابعه استانهای ایران نیز راهپیماییهای مشابهی بعد از اقامه نماز جمعه و در اعتراض به این اهانت انجام شد و قطعنامه پایانی قرائت شد.
مخالفان دولت اعلام نموده‌اند که در این تظاهرات شرکت نمی‌کنند و منتظر مجوز راهپیمایی جداگانه‌ای خواهند بود. میرحسین موسوی اعلام کرد که با توجه به التهاب موجود در فضای جامعه به همراه مجمع روحانیون مبارز و مهدی کروبی از دولت ایران خواسته که مجوز راهپیمایی جداگانه‌ای برای معترضان صادر شود. مجید انصاری عضو مجمع روحانیون مبارز اعلام کرد که پیشنهاد شورای هماهنگی برای راهپیمایی محترم است ولی ما منتظر اعلام نظر وزارت کشور برای انجام راهپیمایی جداگانه هستیم.

### آزادی متهمان
در بهمن ۱۳۸۸، ۶ تن از کسانی که به اتهام اهانت به روح‌الله خمینی بازداشت شده بودند، بدون برگزاری هیچ دادگاهی آزاد شدند. این عمل به اتهام ساختگی بودن عکس دامن زد.

## ۱۲ بهمن ۱۳۹۰
در برگزاری مراسم سالگرد ورود سید روح‌الله خمینی در فرودگاه‌ها و دیگر مجالس، از ماکت مقوائی او استفاده شد که از طرف عده‌ای ازجمله هاشمی رفسنجانی و محمد رضا تابش رئیس فراکسیون خط امام مجلس اهانت به خمینی و برنامه‌ای برای «امام‌زدایی» تلقی گردید.

## ۳۰ شهریور ۱۳۹۳
در ۳۰ شهریور ۱۳۹۳ خبر بازداشت شدن ۱۱ نفر به اتهام اهانت به روح‌الله خمینی در فضای مجازی توسط اسماعیل محبی‌پور، فرمانده سپاه ناحیه ثارالله شیراز اعلام شد. این ۱۱ نفر متهم به اهانت به روح‌الله خمینی و انتشار مطالب توهین‌آمیز به او در شبکه‌های اجتماعی تلفن همراه نظیر واتس‌اپ، وایبر و لاین بوده‌اند.

## اعتراضات سراسری ۱۴۰۱
- پنج‌شنبه ۲۶ آبان ۱۴۰۱ مردم معترض در خمین زادگاه خمینی، خانه-موزه او را به آتش کشیدند.[۶۱][۶۲][۶۳]
- در شامگاه پنجشنبه ۲۱ مهر ۱۴۰۱ در جریان خیزش سراسری مردم ایران علیه جمهوری اسلامی، شهروندان معترض در نیشابور مجسمه خمینی را در یکی از میادین اصلی این شهر تخریب و واژگون کردند.[۶۴][۶۵]